# Chaetabraeus bacchusi
Chaetabraeus bacchusi är en skalbaggsart som beskrevs av Yves Gomy 1984. Chaetabraeus bacchusi ingår i släktet Chaetabraeus och familjen stumpbaggar. Inga underarter finns listade i Catalogue of Life.